# Miro embrasé
Petroica phoenicea
Espèce
Statut de conservation UICN

 LC  : Préoccupation mineure
Le Miro embrasé (Petroica phoenicea) est une espèce d'oiseaux assez commune des parties froides du sud-est de l'Australie y compris la Tasmanie. Les autochtones australiens lui donnent souvent le nom de rouge-gorge, bien qu'il ne soit pas apparenté.

## Description
Les miros embrasés mâles se reconnaissent facilement grâce aux plumes rouge-orangées de leur gorge. Deux autres espèces (le miro écarlate et le miro à front rouge) du même genre ont une poitrine rouge mais le cou noir alors que le rouge remonte jusqu'au bec chez le miro embrasé. Ce dernier est aussi un peu plus fin et a une tête un peu plus petite que le miro écarlate et il est assez nettement plus grand que le miro à front rouge.
La femelle est de couleur unie, brun pâle sur tout le corps, un peu plus clair sur le ventre avec quelques petites taches blanches sur les ailes et au-dessus du bec.

## Habitat
La plupart d'entre eux se reproduisent dans et autour de la partie sud de la Cordillère australienne. Au début de la saison froide, en automne, la plupart d'entre eux se dispersent vers des régions plus basses et plus chaudes, certains allant à l'est de l'Australie-Méridionale, d'autres vers le sud du Queensland ou pour les oiseaux originaires de Tasmanie jusqu'à l'État de Victoria. Les oiseaux nichant au nord de la région des Montagnes bleues ne migrent pas.

## Répartition

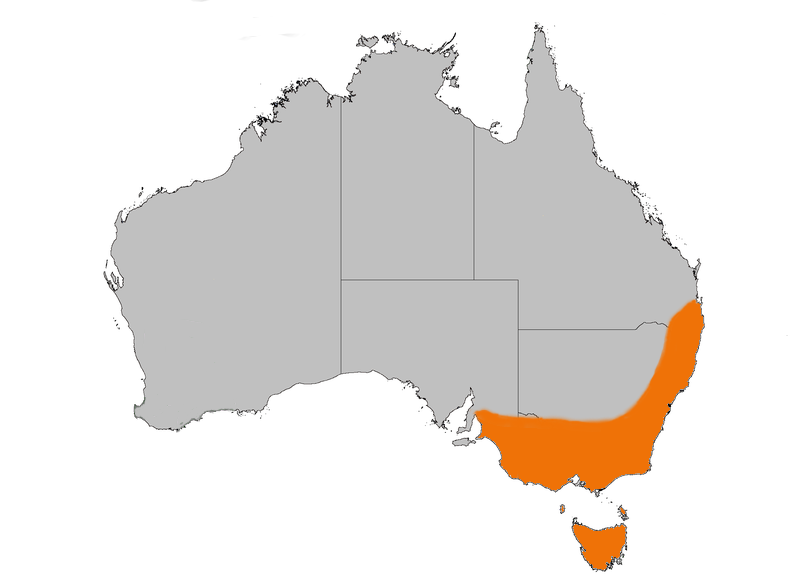
Carte de répartition de l'espèce.

## Alimentation
Comme les autres espèces du genre Petroica, les miros embrasés se nourrissent d'insectes. Ils se tiennent immobiles sur leur branche favorite et attendent qu'une proie passe à proximité pour lui bondir dessus et la dévorer.

## Mode de vie
Ils vivent en couples pendant la saison des amours (printemps et été), en petite compagnie pendant l'hiver.

## Galerie

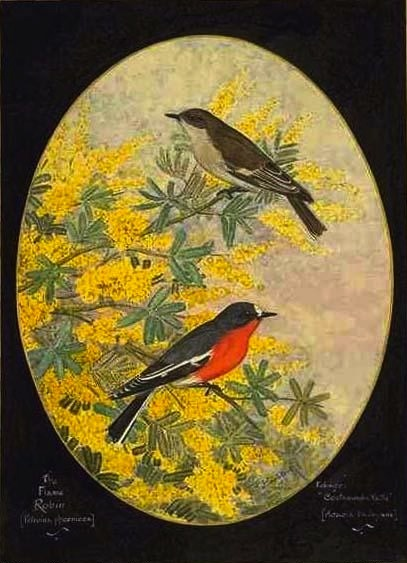
Planche zoologique
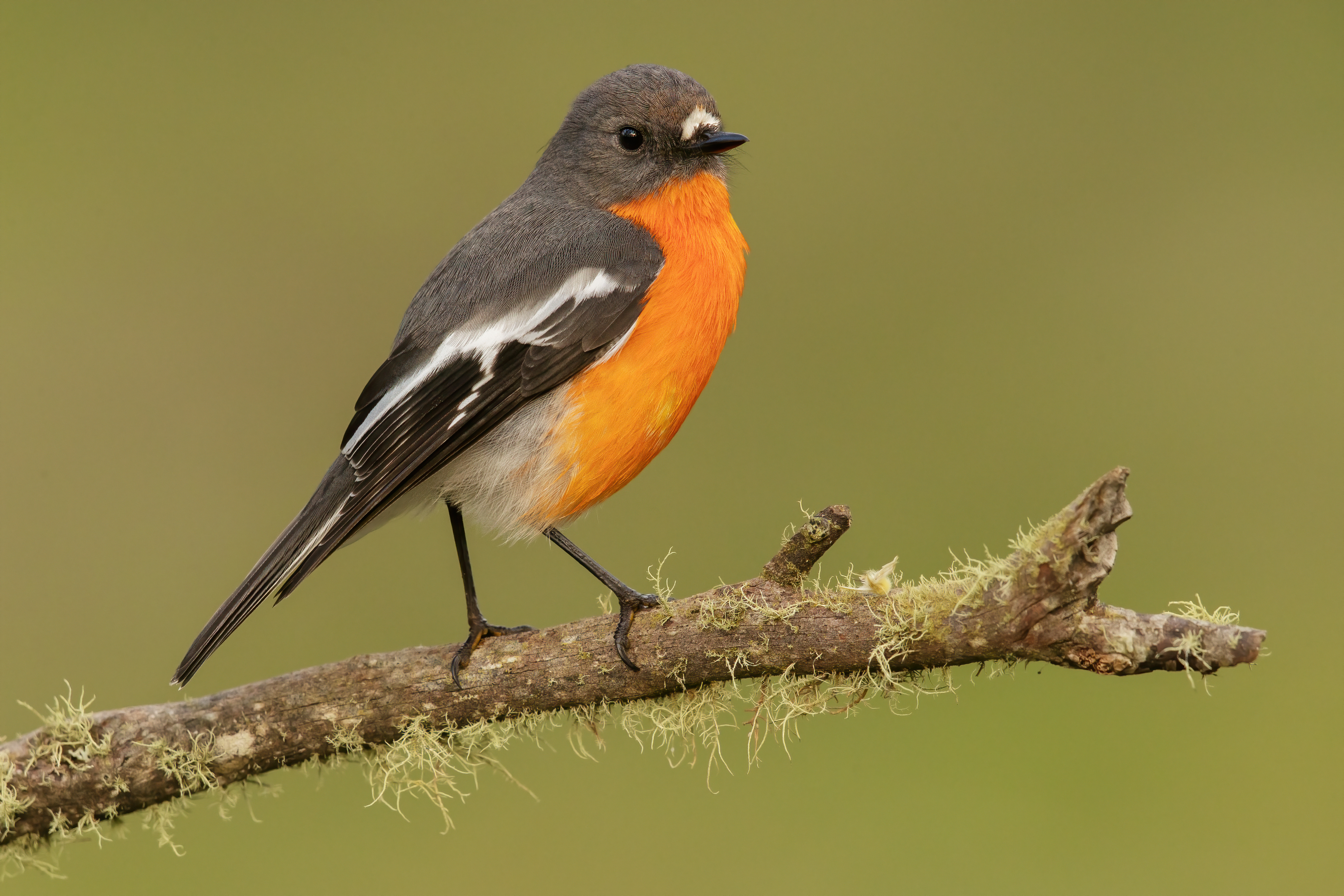
Miro embrasé mâle voletant en Nouvelle-Galles du Sud. Juillet 2020.